# Philodendron placidum
Philodendron placidum är en kallaväxtart som beskrevs av Heinrich Wilhelm Schott. Philodendron placidum ingår i släktet Philodendron och familjen kallaväxter.
Artens utbredningsområde är Franska Guyana. Inga underarter finns listade.